# 矢野猛
矢野 猛（やの たけし、1981年5月5日 -）は、地方競馬の荒尾競馬場崎谷彦司厩舎所属の元騎手である。勝負服の柄は胴赤・黄星散らし、袖黄。福岡県出身。地方競馬教養センター長期騎手課程第72期生。

## 来歴
2000年9月29日付けで地方競馬騎手免許を取得。同年10月8日第10回荒尾競馬1日目第2競走アラブ系C級一般戦キンポースターで初騎乗（9頭立て2番人気3着）。同日第7競走サラブレッド系C級一般戦をスクラムトライで優勝（10頭立て1番人気）し、2戦目で初勝利。
2002年10月15日第17回全日本新人王争覇戦優勝（12人中）。
2004年12月7日第11回荒尾競馬1日目第3競走サラブレッド系C-20組条件戦をレディアミティで優勝（8頭立て3番人気）し、地方競馬通算100勝達成。
2005年5月8日第2回荒尾競馬2日目第10競走サラブレッド系C-12組条件戦サンライズコンドルでの騎乗（9頭立て1番人気5着）を最後に騎手免許を返上し、引退した。
地方通算成績は1220戦110勝・2着122回・3着124回・勝率9.0%・連対率19.0%